# Saint-Germain-du-Bois
Saint-Germain-du-Bois is een gemeente in het Franse departement Saône-et-Loire (regio Bourgogne-Franche-Comté). De plaats maakt deel uit van het arrondissement Louhans. Saint-Germain-du-Bois telde op 1 januari 2022 1.947 inwoners.

## Geografie
De oppervlakte van Saint-Germain-du-Bois bedroeg op 1 januari 2022 30,33 vierkante kilometer; de bevolkingsdichtheid was toen 64,2 inwoners per km².

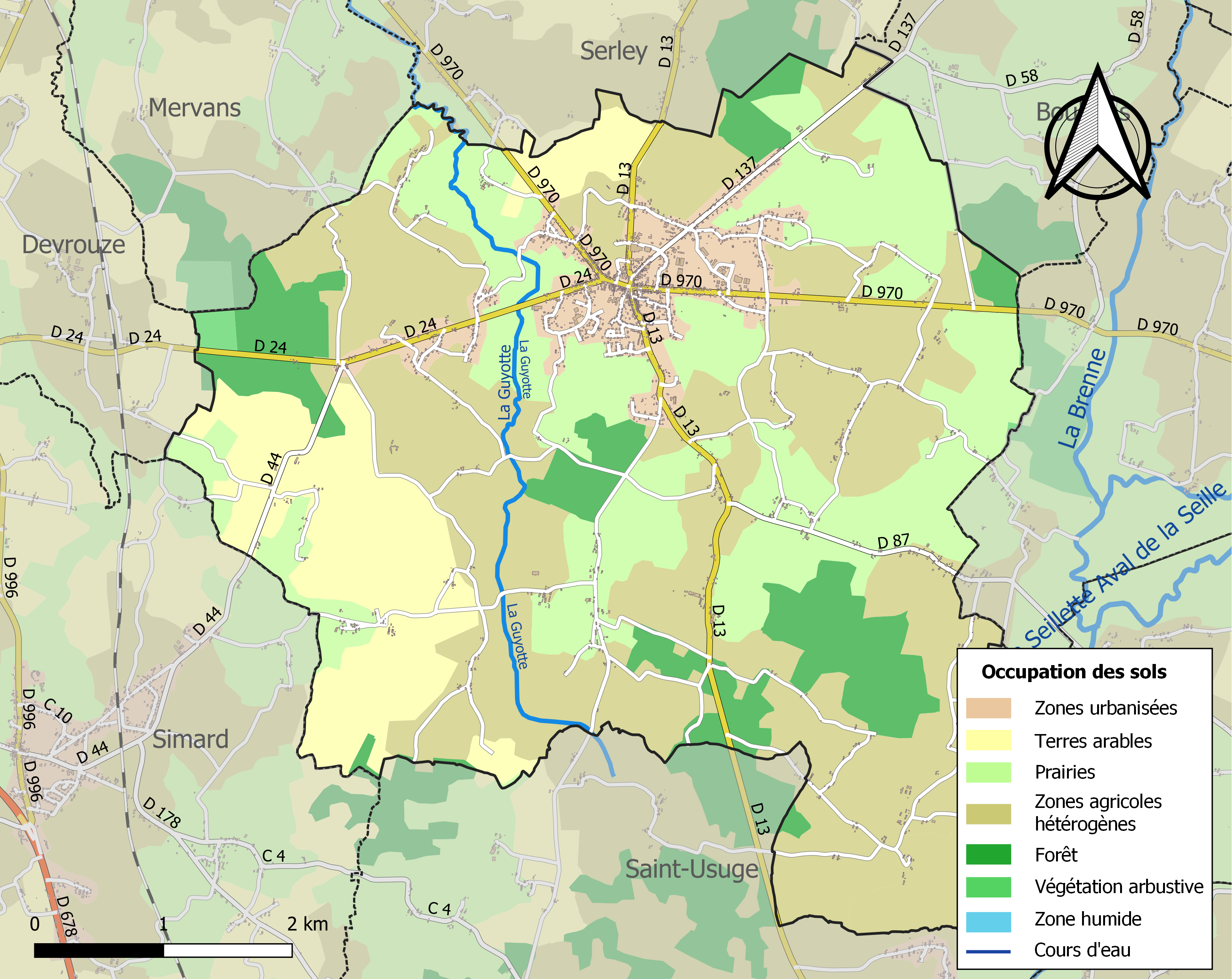
Kaart van de gemeente met de belangrijkste infrastructuur, bodemgebruik en omliggende gemeenten

## Demografie
Onderstaande figuur toont het verloop van het inwonertal (bron: INSEE-tellingen).